# Electrochelifer
Genre
Electrochelifer est un genre fossile de pseudoscorpions de la famille des Cheliferidae.

## Distribution
Les espèces de ce genre ont été découvertes dans de l'ambre de la mer Baltique, en Pologne et en Russie. Elles datent de l'Éocène.

## Liste des espèces
Selon Pseudoscorpions of the World (version 3.0) :
- † Electrochelifer bachofeni Beier, 1947
- † Electrochelifer balticus Beier, 1955
- † Electrochelifer groehni Dashdamirov, 2008
- † Electrochelifer mengei Beier, 1937
- † Electrochelifer rapulitarsus Beier, 1947

## Publication originale
: document utilisé comme source pour la rédaction de cet article.
- Beier, 1937 : Pseudoscorpione aus dem baltischen Bernstein. Festschrift zum 60. Geburtstage von Professor Dr. Embrik Strand, Riga, vol. 2, p. 302-316.